# Fort Ontario

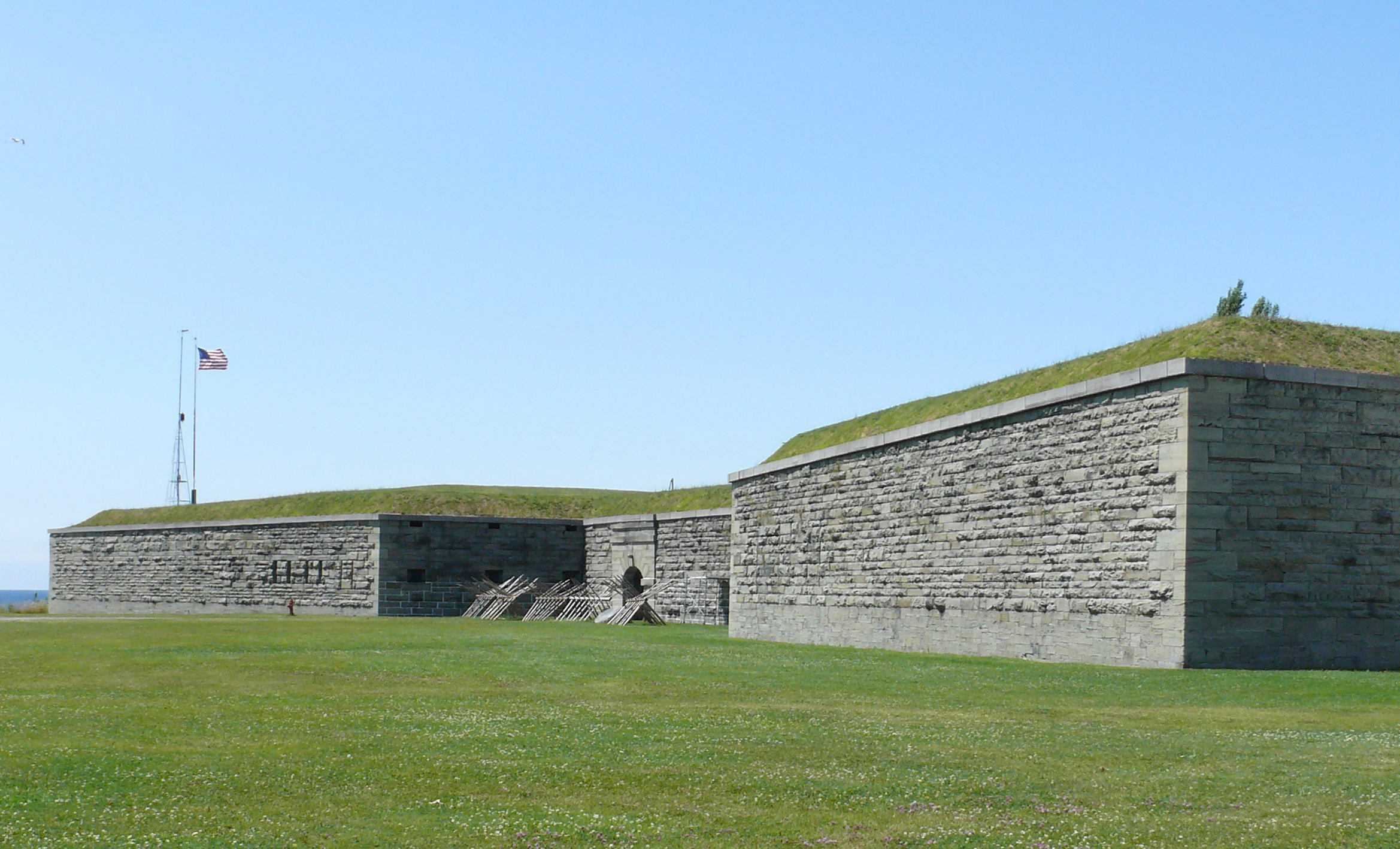
Fort Ontario

Fort Ontario – historyczny fort umiejscowiony w mieście Oswego, w stanie Nowy Jork, w Stanach Zjednoczonych. Jest w posiadaniu stanu Nowy Jork i operowany przez muzeum. Fort znany jest jako Stanowy Historyczny Fort Ontario.

## Historia
Fort Ontario był jednym z kilku fortów wzniesionych przez Brytyjczyków w celu ochrony obszaru wokół wschodniego krańca jeziora Ontario. Oryginalny Fort Ontario został wzniesiony w 1755 roku, podczas wojny z Francuzami i Indianami w celu umocnienia obrony już w Forcie Oswego po przeciwnej stronie rzeki. W tym czasie był nazywany „Fortem Sześciu Narodów”, ale fort został zniszczony przez wojska francuskie i przebudowany przez siły brytyjskie w 1759 roku

## Geografia
Fort Ontario znajduje się na wschodnim brzegu rzeki Oswego na wzniesieniu z widokiem na jezioro Ontario.